# Rugby Africa Women's Cup 2025
La Rugby Africa Women's Cup del 2025 fue la sexta edición del torneo de rugby para selecciones femeninas pertenecientes a Rugby Afrique.

## Participantes
- Camerún
- Kenia
- Madagascar
- Sudáfrica

## Desarrollo
| Pos | Países     | Partidos | Partidos | Partidos | Tantos | Tantos | Tantos | Pts |
| Pos | Países     | G        | E        | P        | PF     | PC     | DP     | Pts |
| --- | ---------- | -------- | -------- | -------- | ------ | ------ | ------ | --- |
| 1   | Sudáfrica  | 3        | 0        | 0        | 142    | 36     | +106   | 14  |
| 2   | Kenia      | 2        | 0        | 1        | 87     | 24     | +63    | 11  |
| 3   | Uganda     | 1        | 0        | 2        | 31     | 129    | -98    | 5   |
| 4   | Madagascar | 0        | 0        | 3        | 42     | 113    | -71    | 1   |

### Partidos
| 7 de junio | Kenia | 28 - 5 | Madagascar |  |  |

| 7 de junio | Sudáfrica | 62 - 7 | Uganda |  |  |

| 11 de junio | Madagascar | 20 - 24 | Uganda |  |  |

| 11 de junio | Sudáfrica | 19 - 12 | Kenia |  |  |

| 15 de junio | Kenia | 47 - 0 | Uganda |  |  |

| 15 de junio | Sudáfrica | 61 - 17 | Madagascar |  |  |